# San Silvestro in Capite (titolo cardinalizio)
San Silvestro in Capite (in latino Titulus Sancti Silvestri in Capite) è un titolo cardinalizio istituito il 6 luglio 1517 da papa Leone X. Questo titolo, che insiste sulla chiesa di San Silvestro in Capite, in piazza di San Silvestro, nel rione Colonna, era noto anche come San Silvestro in Campo Martis, San Silvestro inter duos hortos e San Silvestro in Cata Pauli.
Dal 28 giugno 2017 il titolare è il cardinale Louis-Marie Ling Mangkhanekhoun, vicario apostolico emerito di Vientiane.

## Titolari
- Louis de Bourbon-Vendôme (agosto 1517 - 11 giugno 1521 nominato cardinale presbitero di San Martino ai Monti)
  - Titolo vacante (1521 - 1540)
- Uberto Gambara (28 gennaio 1540 - 23 marzo 1541 nominato cardinale presbitero di San Martino ai Monti)
- Tommaso Badia, O.P. (12 giugno 1542 - 6 settembre 1547 deceduto)
  - Titolo vacante (1547 - 1551)
- Fabio Mignanelli (4 dicembre 1551 - 12 giugno 1556 nominato cardinale presbitero dei Santi Giovanni e Paolo)
- Taddeo Gaddi (24 marzo 1557 - 22 dicembre 1561 deceduto)
  - Titolo vacante (1561 - 1565)
- Annibale Bozzuti (15 maggio 1565 - 6 ottobre 1565 deceduto)
- Marcantonio Bobba (8 febbraio 1566 - 2 giugno 1572 nominato cardinale presbitero di San Marcello)
  - Titolo vacante (1572 - 1585)
- François de Joyeuse (20 maggio 1585 - 11 dicembre 1587 nominato cardinale presbitero della Santissima Trinità al Monte Pincio)
- Pierre de Gondi (23 maggio 1588 - 17 febbraio 1597 deceduto)
- Francisco de Ávila y Guzmán (21 aprile 1597 - 8 gennaio 1599 nominato cardinale presbitero di Santa Croce in Gerusalemme)
- Franz Seraph von Dietrichstein (17 marzo 1599 - 27 settembre 1623 nominato cardinale presbitero di Santa Maria in Trastevere)
- Melchior Khlesl (20 novembre 1623 - 1º luglio 1624 nominato cardinale presbitero di Santa Maria della Pace)
  - Titolo vacante (1624 - 1631)
- Giovanni Battista Maria Pallotta (26 maggio 1631 - 23 settembre 1652 nominato cardinale presbitero di San Pietro in Vincoli)
- Girolamo Colonna (23 settembre 1652 - 9 giugno 1653 nominato cardinale presbitero di Santa Maria in Trastevere)
- Domingo Pimentel Zúñiga, O.P. (23 giugno - 2 dicembre 1653 deceduto)
- Carlo Rossetti (9 marzo 1654 - 14 novembre 1672 nominato cardinale presbitero di San Lorenzo in Lucina)
- Gaspare Carpegna (14 novembre 1672 - 19 ottobre 1689 nominato cardinale presbitero di Santa Maria in Trastevere)
- Girolamo Casanate (7 novembre 1689 - 3 marzo 1700 deceduto)
- Giovanni Francesco Albani (30 marzo 1700 - 23 novembre 1700 eletto Papa Clemente XI)
- Johann Philipp von Lamberg (3 gennaio 1701 - 21 ottobre 1712 deceduto)
- Lodovico Pico della Mirandola (21 novembre 1712 - 24 aprile 1728 nominato cardinale presbitero di Santa Prassede)
- Prospero Marefoschi (20 settembre 1728 - 24 febbraio 1732 deceduto)
- Francesco Scipione Maria Borghese (31 marzo 1732 - 20 maggio 1743 nominato cardinale presbitero di Santa Maria in Trastevere)
- Vincenzo Bichi (20 maggio 1743 - 23 settembre 1743 nominato cardinale vescovo di Sabina)
- Antonio Maria Ruffo (23 settembre 1743 - 22 febbraio 1753 deceduto)
- Federico Marcello Lante Montefeltro della Rovere (9 aprile 1753 - 13 luglio 1759 nominato cardinale vescovo di Palestrina)
- Ferdinando Maria de' Rossi (19 novembre 1759 - 14 dicembre 1767 nominato cardinale presbitero di Santa Cecilia)
- François-Joachim de Pierre de Bernis (26 giugno 1769 - 18 aprile 1774 nominato cardinale vescovo di Albano)
- Innocenzo Conti (3 aprile 1775 - 15 dicembre 1783 nominato cardinale presbitero di Santa Maria in Ara Coeli)
  - Titolo vacante (1783 - 1787)
- Giovanni Maria Riminaldi (29 gennaio 1789 - 12 ottobre 1789 deceduto)
- Francesco Carrara (11 aprile 1791 - 26 marzo 1793 deceduto)
- Carlo Livizzani Forni (21 febbraio 1794 - 1º luglio 1802 deceduto)
- Bartolomeo Pacca (9 agosto 1802 - 2 ottobre 1818 nominato cardinale presbitero di San Lorenzo in Lucina)
  - Titolo vacante (1818 - 1823)
- Antonio Pallotta (16 maggio 1823 - 19 luglio 1834 deceduto)
- Luigi Bottiglia Savoulx (1º agosto 1834 - 14 settembre 1836 deceduto)
- Costantino Patrizi Naro (21 novembre 1836 - 20 aprile 1849 nominato cardinale vescovo di Albano)
- Jacques-Marie-Adrien-Césaire Mathieu (18 marzo 1852 - 9 luglio 1875 deceduto)
- Louis-Marie-Joseph-Eusèbe Caverot (25 giugno 1877 - 24 marzo 1884 nominato cardinale presbitero della Santissima Trinità al Monte Pincio)
  - Titolo vacante (1884 - 1891)
- Vincenzo Vannutelli (4 giugno 1891 - 19 aprile 1900 nominato cardinale vescovo di Palestrina)
  - Titolo vacante (1900 - 1916)
- Donato Raffaele Sbarretti Tazza (7 dicembre 1916 - 17 dicembre 1928 nominato cardinale vescovo di Sabina e Poggio Mirteto)
- Luigi Lavitrano (19 dicembre 1929 - 2 agosto 1950 deceduto)
- Valerio Valeri (15 gennaio 1953 - 22 luglio 1963 deceduto)
- John Carmel Heenan (25 febbraio 1965 - 7 novembre 1975 deceduto)
- Basil Hume, O.S.B. (24 maggio 1976 - 17 giugno 1999 deceduto)
- Desmond Connell (21 febbraio 2001 - 21 febbraio 2017 deceduto)
- Louis-Marie Ling Mangkhanekhoun, dal 28 giugno 2017